# مسجد حاج آقا تراب

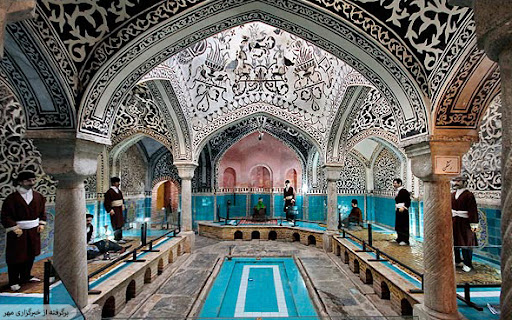
مسجد حاج آقا تراب نهاوند

مسجد حاج آقا تراب مربوط به دوره قاجار است و در نهاوند، کوچه حاجی تراب واقع شده و این اثر در تاریخ ۲۵ اسفند ۱۳۷۹ با شمارهٔ ثبت ۳۳۷۴ به‌عنوان یکی از آثار ملی ایران به ثبت رسیده است.